# Lhota u Lysic
Lhota u Lysic je obec v okrese Blansko v Jihomoravském kraji. Žije zde 135 obyvatel.

## Historie
První písemná zmínka o obci pochází z roku 1351 (villas Cunycz et Lhotam).

## Obyvatelstvo
| Rok            | 1869 | 1880 | 1890 | 1900 | 1910 | 1921 | 1930 | 1950 | 1961 | 1970 | 1980 | 1991 | 2001 | 2011 | 2021 |
| -------------- | ---- | ---- | ---- | ---- | ---- | ---- | ---- | ---- | ---- | ---- | ---- | ---- | ---- | ---- | ---- |
| Počet obyvatel | 215  | 217  | 219  | 231  | 212  | 210  | 202  | 179  | 175  | 191  | 172  | 128  | 132  | 129  | 128  |
| Počet domů     | 40   | 40   | 38   | 38   | 37   | 37   | 42   | 44   | 42   | 41   | 39   | 40   | 44   | 50   | 52   |

## Obecní správa

### Obecní symboly
Znak a vlajka byly obci uděleny rozhodnutím předsedkyně Poslanecké sněmovny Parlamentu České republiky dne 14. června 2013.

## Pamětihodnosti
- kaple Narození Panny Marie

## Galerie

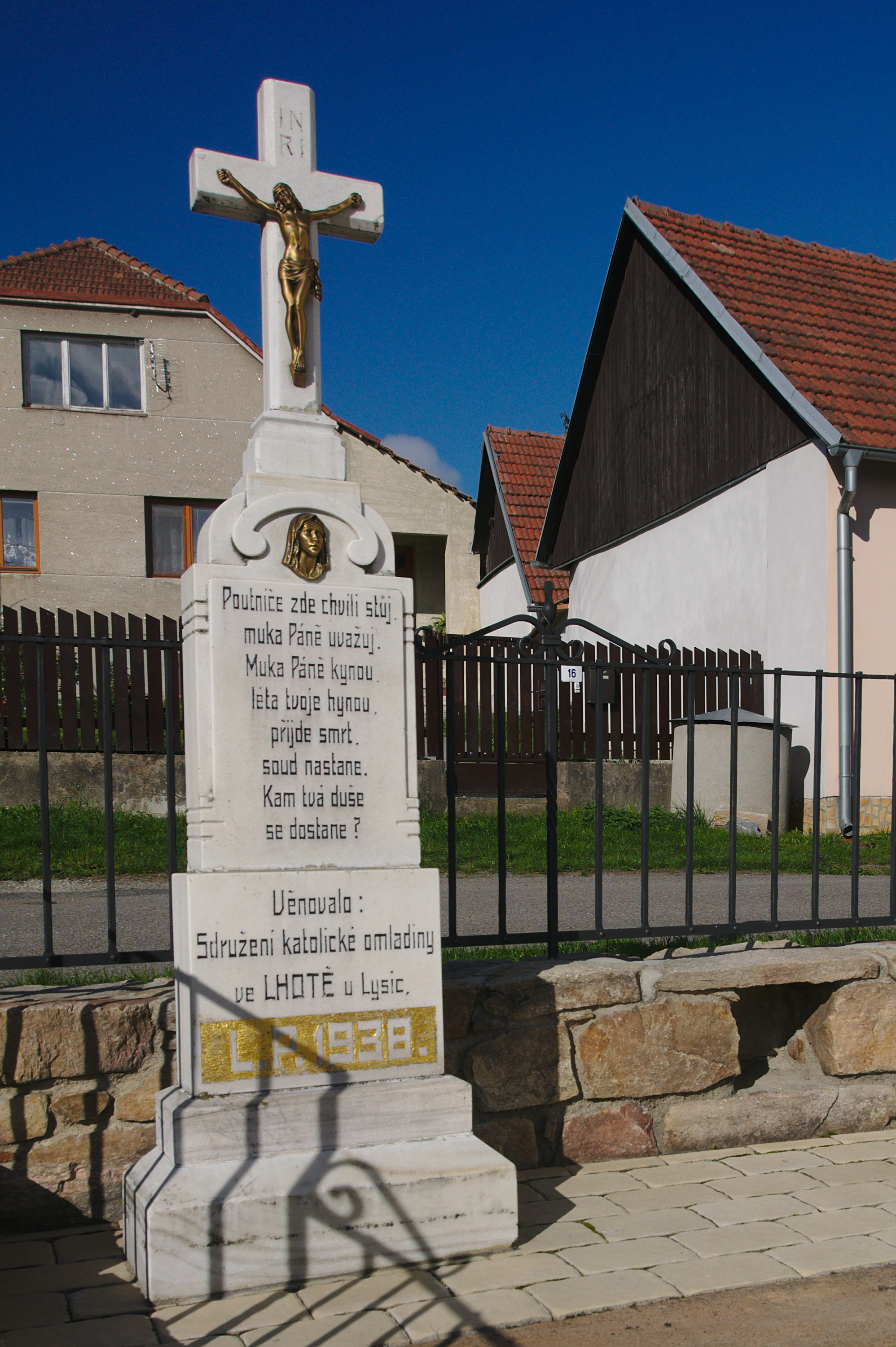
Kříž vedle kaple
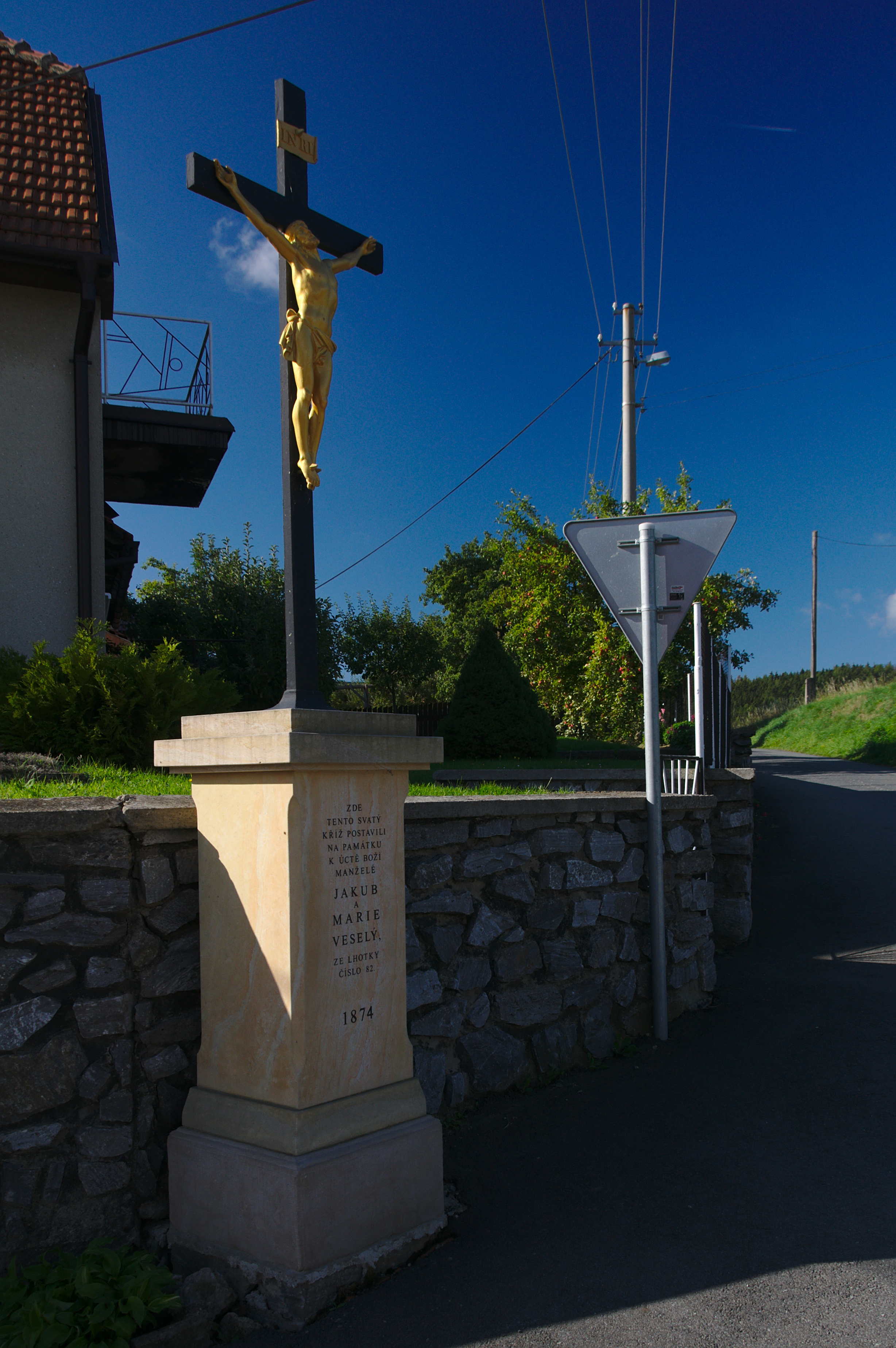
Kříž ve středu obce
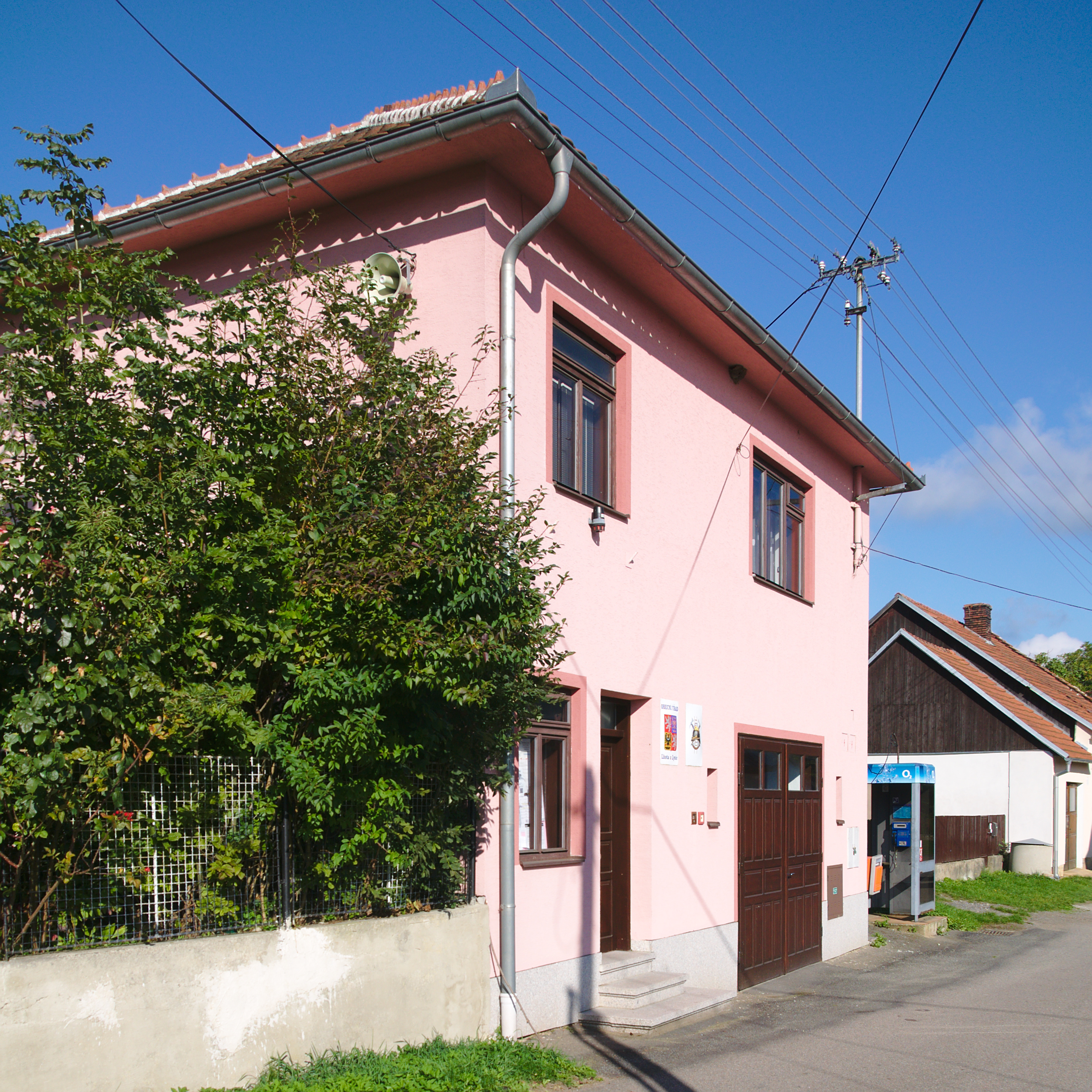
Obecní úřad
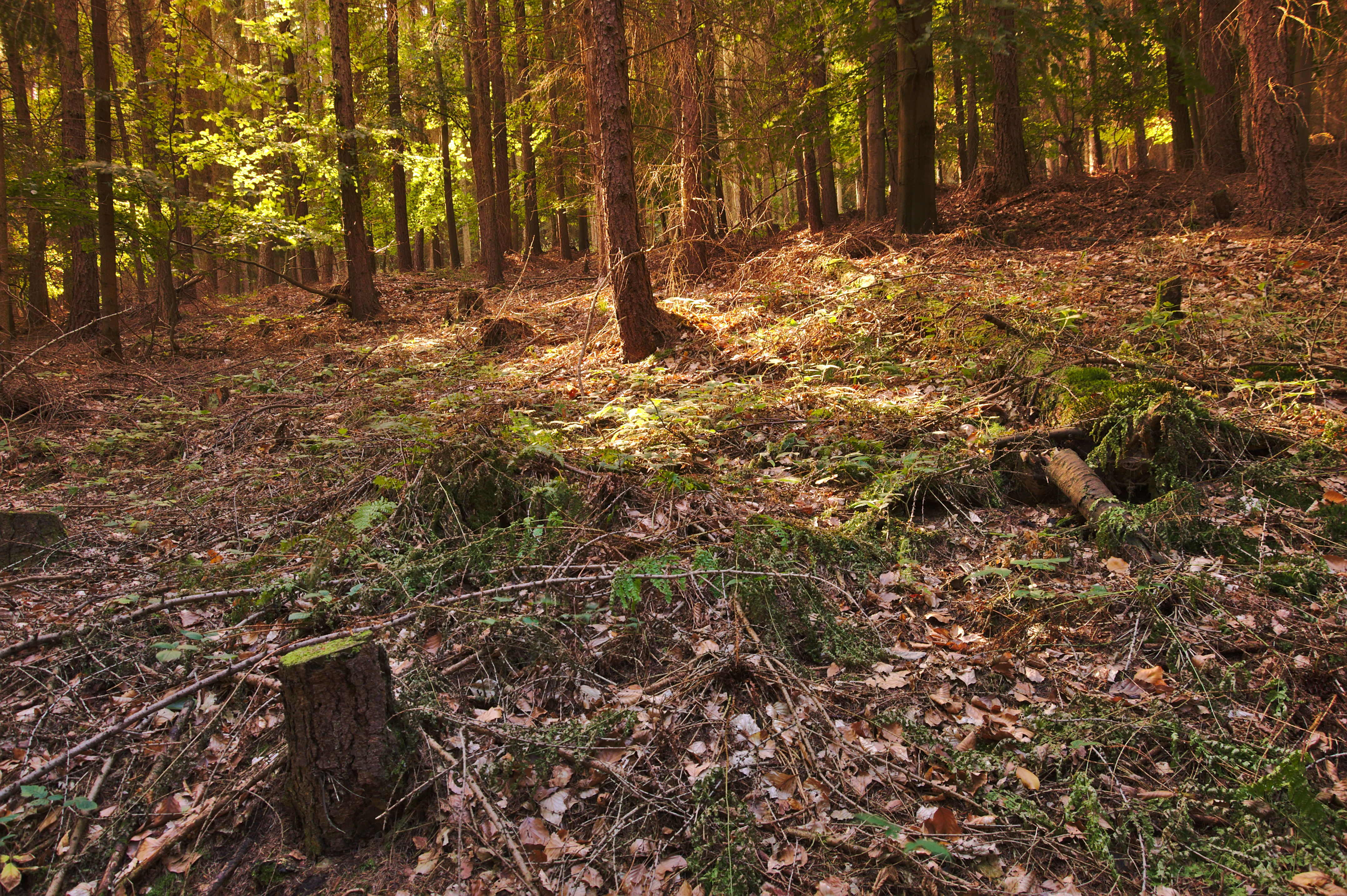
Přírodní památka Žižkův stůl
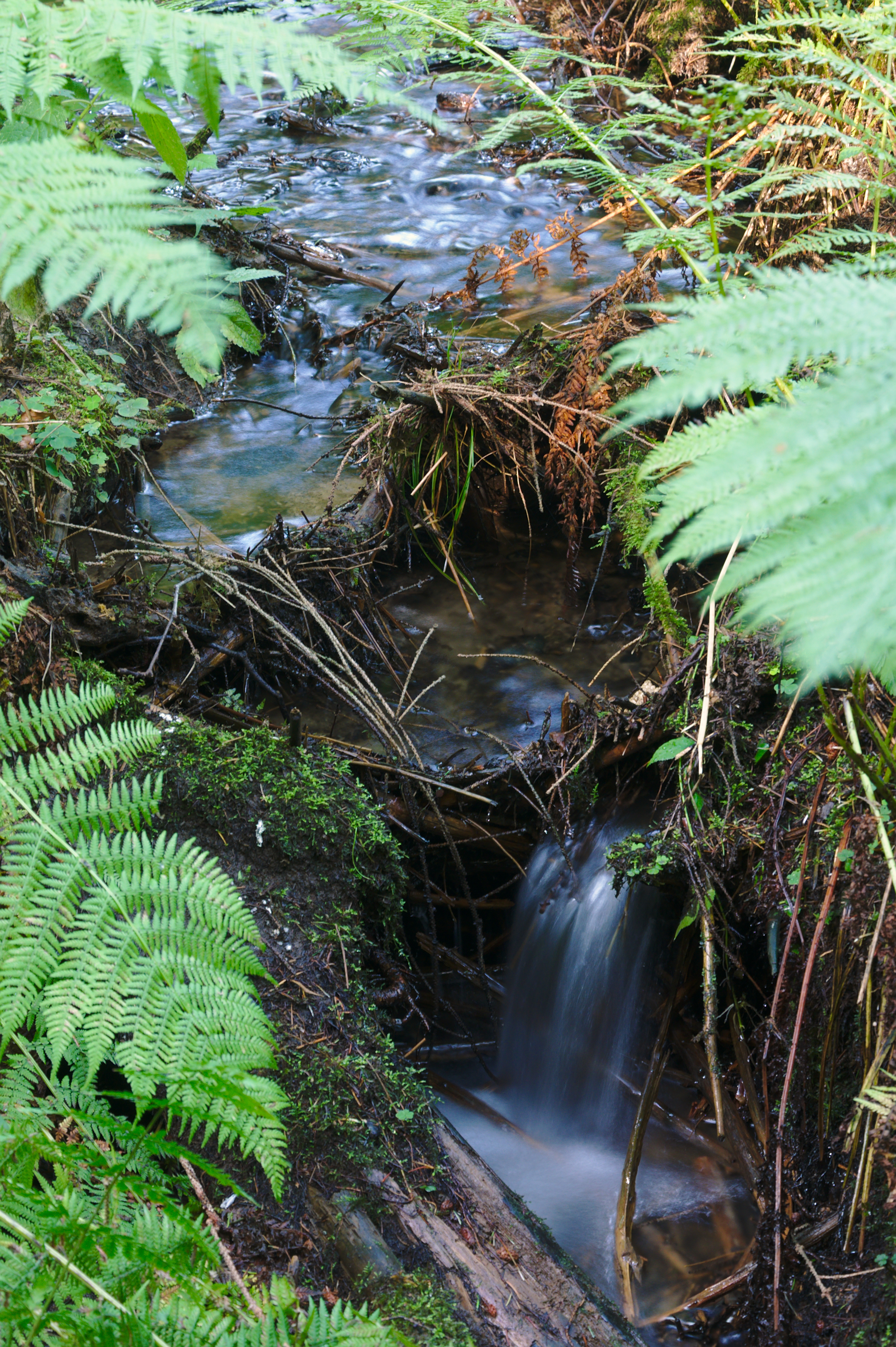
Lysický potok